# Campanile (geslacht)
Campanile is een geslacht van mollusken dat fossiel bekend is vanaf het Laat-Krijt. De soort Campanile giganteum bewoonde de ondiepe warme kustwateren van Australië. Deze uitgestorven slak is wat betreft de lengte van het huisje (90 cm) een van de grootste soorten weekdieren die ooit heeft geleefd.

## Uiterlijke kenmerken
Deze buikpotigen hebben een reusachtige, spits toelopende, torenvormige horen met een vlakgesleten spits. De windingen aan de bovenzijde bevatten langs de bovenrand een uit spitse knobbels bestaande spiraalrichel, met daaronder fijnere richels. Op de laatste windingen vermindert de sculptuur tot een enkele rij opvallende, stompe knobbels. De kenmerkende grote, blazige mondopening is alleen aanwezig bij volwassen exemplaren. De columella (de centrale zuilstructuur in de gespiraliseerde schelp) vertoont twee, aan de mondrand minder scherpe plooien, die vooral duidelijk zichtbaar zijn bij een in de lengterichting gehalveerde schelp. De verkalkte buitenzijde vertoont rijen van kleine putjes. De lengte van de schelp bedraagt ongeveer 30 cm, soms wel tot 60 cm.

## Leefwijze
Dit vertegenwoordigers van dit geslacht bewonen uit de kust liggende, ondiepe wateren. De slakken leven op zandbodems waar ze grazen op wieren.

## Soorten
De volgende soorten zijn bij het geslacht ingedeeld:
- † Campanile hebertianum (d'Orbigny, 1850)
- † Campanile symbolicum Iredale, 1917
- † Campanile uniplicatum (d'Orbigny, 1850)
- Ondergeslacht Campanile (Campanile) Fischer, 1884
  -  † Campanile (Campanile) niloticum Abbass, 1967
- Ondergeslacht  † Campanile (Campanilopa) Iredale, 1917
  -  † Campanile brookmani Cox, 1930
  -  † Campanile gigantea Lamarck, 1822
  -  † Campanile gigas Martin, 1881
  - Campanile symbolicum Iredale, 1917
    - = Cerithium leve Quoy & Gaimard, 1834